# Delphinium hansenii
Delphinium hansenii là một loài thực vật có hoa trong họ Mao lương. Loài này được (Greene) Greene mô tả khoa học đầu tiên năm 1896.